# Силицид тримарганца
Силицид тримарганца — бинарное неорганическое соединение
марганца и кремния с формулой Mn3Si,
тёмно-серые кристаллы.

## Получение
- Сплавление стехиометрических количеств веществ:

{\displaystyle {\mathsf {3Mn+Si\ {\xrightarrow {1080^{o}C}}\ Mn_{3}Si}}}

## Физические свойства
Силицид тримарганца образует тёмно-серые кристаллы
кубической сингонии,
пространственная группа I m3m,
параметры ячейки a = 0,2851 нм.
При температуре 677°С происходит переход в фазу
кубической сингонии,
пространственная группа F m3m,
параметры ячейки a = 0,5722 нм.
Не растворяется в воде.

## Применение
- Высокотемпературные полупроводниковые материалы.